# Кенгерли (Агдамский район)
Кенгерли (азерб. Kəngərli) — село в Кенгерлинском сельском административно-территориальном округе Агдамского района Азербайджана.

## Этимология
Согласно Энциклопедическому словарю топонимов Азербайджана, ойконим связан с названием племени кенгерли, входившего в состав печенегов. Согласно этому словарю, пришедшие на Южный Кавказ до нашей эры в составе гуннов кенгеры, на территории Азербайджана расселились в основном в зоне Нахичевани и на западе страны. В XVIII веке Карабахский хан Панахали хан Джаваншир переселил часть кенгерлинцев из Нахичевани в Карабах.

## Общие сведения
Село расположено на Карабахской равнине, на правом берегу реки Узундере, в 6 км к северо-западу от центра города Агдам.
Село является центром Кенгерлинского сельского административно-территориального округа Агдамского района. 
В состав Кенгерлинского сельского административно-территориального округа помимо самого села Кенгерли входят также и сёла Ширванлы и Гарагышлы.

## История

### Период Азербайджанской ССР
На 1977 год село входило в состав Гёйтепинского сельсовета Агдамского района Азербайджанской ССР. Население села занималось хлопководством, зерноводством, животноводством и шелководством. В селе были восьмилетняя школа, библиотека, медицинский пункт, отделение связи.
На 1981 год население села составляло 1144 человек.

### Карабахский конфликт
Во время Первой карабахской войны на территории Агдамского района происходили бои.  В 1993 году село было занято армянскими вооружёнными формированиями и попало под контроль непризнанной Нагорно-Карабахской Республики.
Согласно административно-территориальному делению непризнанной Нагорно-Карабахской Республики, в период между Первой и Второй карабахскими войнами село располагалось на территории Аскеранского района НКР.
Законом Азербайджана от 29 ноября 2002 года было принято решение отделить сёла Кенгерли, Ширванлы и Гарагашлы из состава Гёйтепинского сельского административно-территориального округа и создать на основе этих сёл Кенгерлинский сельский административно-территориальной округ с центром в селе Кенгерли. 
Согласно трехстороннему заявлению, подписанному в ночь с 9 по 10 ноября 2020 года, по итогам Второй Карабахской войны 20 ноября 2020 года Агдамский район был возвращен Азербайджану.
В результате конфликта село было разрушено и подвергнуто вандализму.

### Восстановление после войны
Восстановление села начато 4 октября 2022 года. Общая площадь села составит 177,2 гектара. Строительство планируется в два этапа. Всего планируется построить 632 частных жилых дома.
10 мая 2025 года завершён первый этап строительства села. На первом этапе строительства выделена территория в 72,5 гектар. На 10 мая 2025 года построены 292 частных жилых дома, клубно-общинный центр, состоящий из двух этажей, административное здание для местных исполнительных органов. 
10 мая 2025 года открыт ясли-детский сад на 120 мест, средняя школа на 484 ученических места. В школе 30 классных комнат. 
В тот же день в селе Кенгерли президент Азербайджана Ильхам Алиев встретился с жителями, переселившимися в село и вручил им ключи от домов. Село Кенгерли стало 14-м (по Агдамскому району 2-м) восстановленным селом в постконфликтный период.

## Население
20 мая 2025 года в село переселились 207 человек. 23 мая в село переселились ещё 49 семей из 232 человек. Этим, на 23 мая 2025 года в село в общей сумме пересилось 109 семей из 487 человек. 27 мая того же года в село пересилось ещё 48 семей из 206 человек, этим на это число в село в общей сумме пересилось 157 семей из 693 человек. 18 июня 2025 года в село переселилось 40 семей из 154 человек. 17 июля 2025 года в село пересилились ещё 43 семьи из 176 человек. Ранее данные жители временно проживали в различных регионах страны, преимущественно в общежитиях, санаториях и административных зданиях.

## Достопримечательности
Согласно Азербайджанской Советской Энциклопедии, в период Азербайджанской ССР в селе находился тюрбе (мавзолей) XIV века.

## Галерея

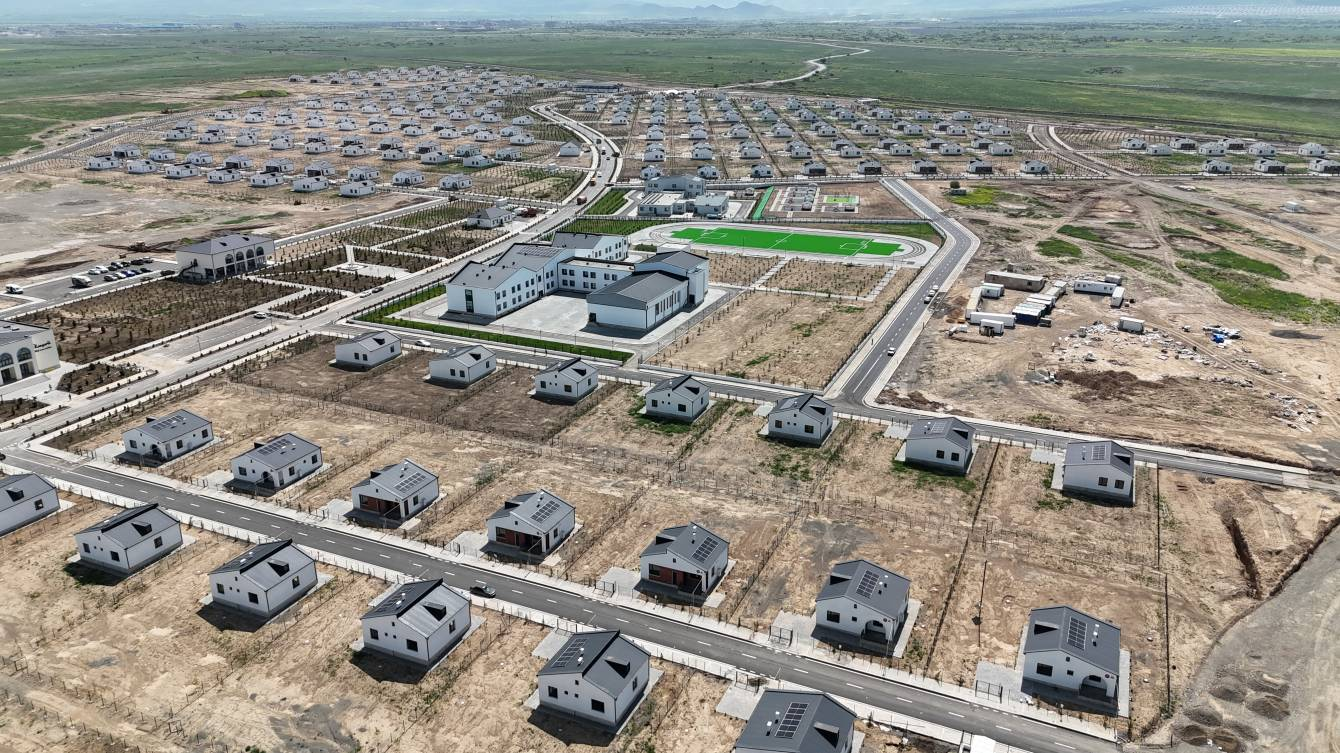
Вид села Кенгерли на май 2025 года
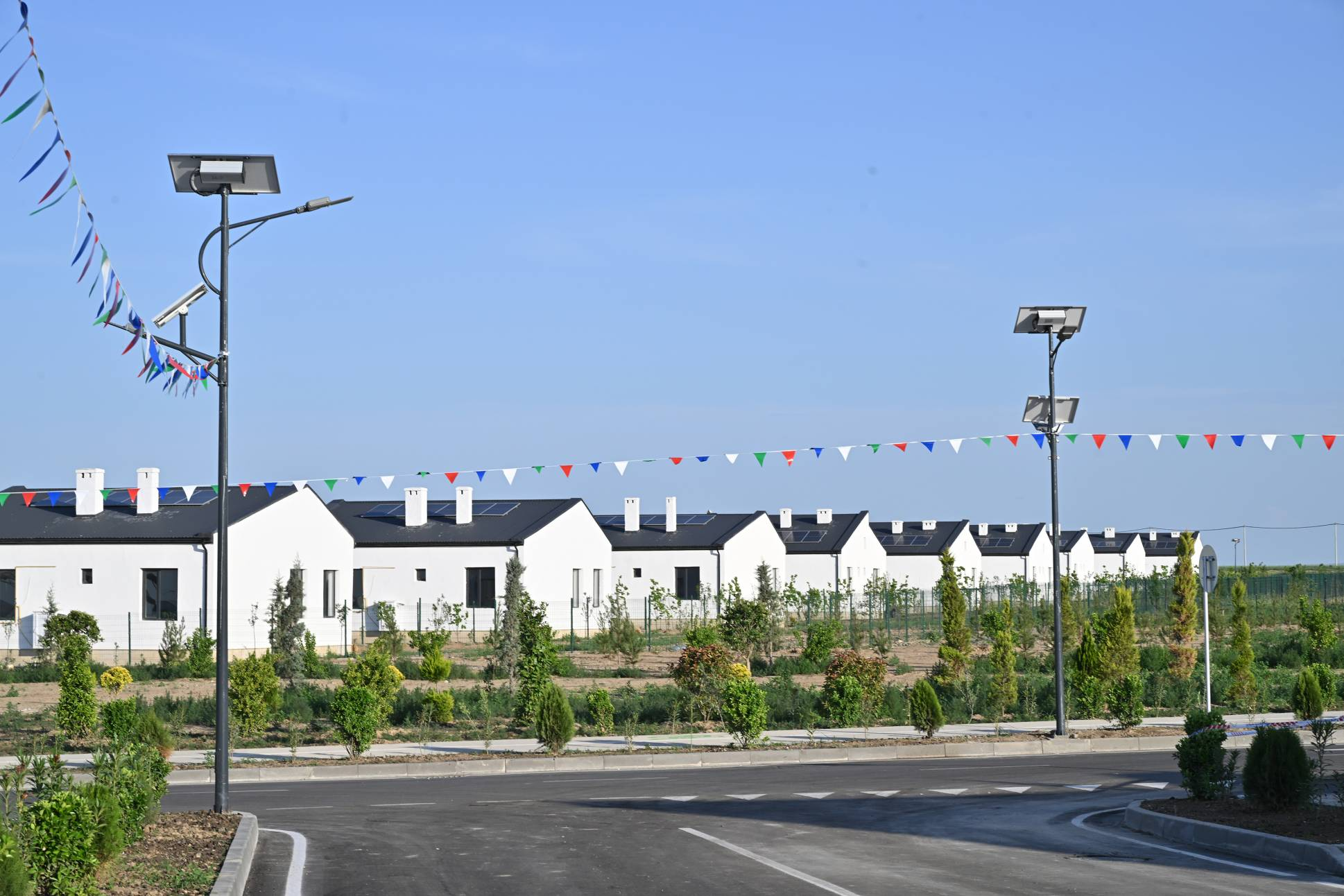
Частные жилые дома в селе Кенгерли, май 2025 года
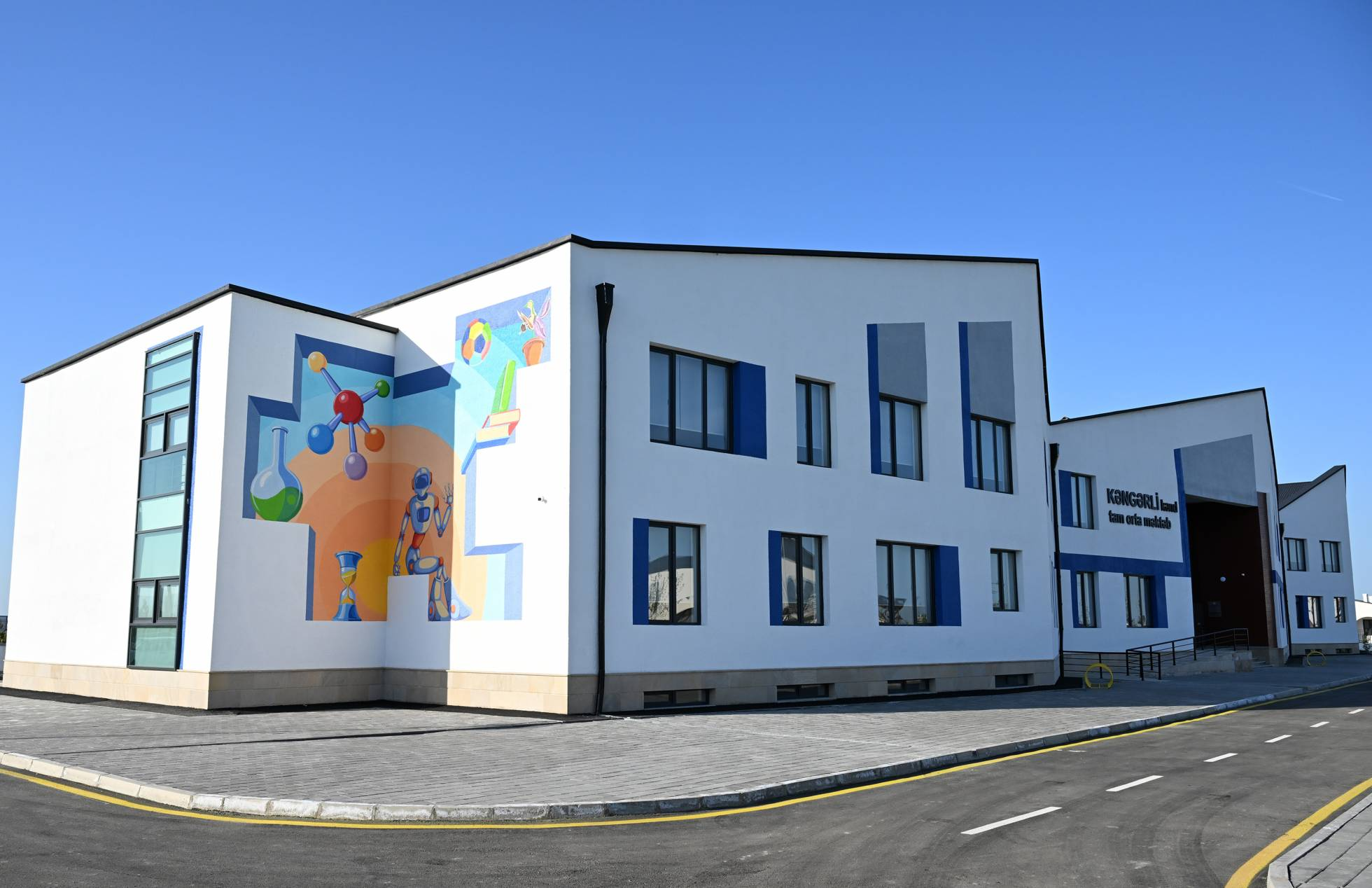
Школа в селе Кенгерли, май 2025 года
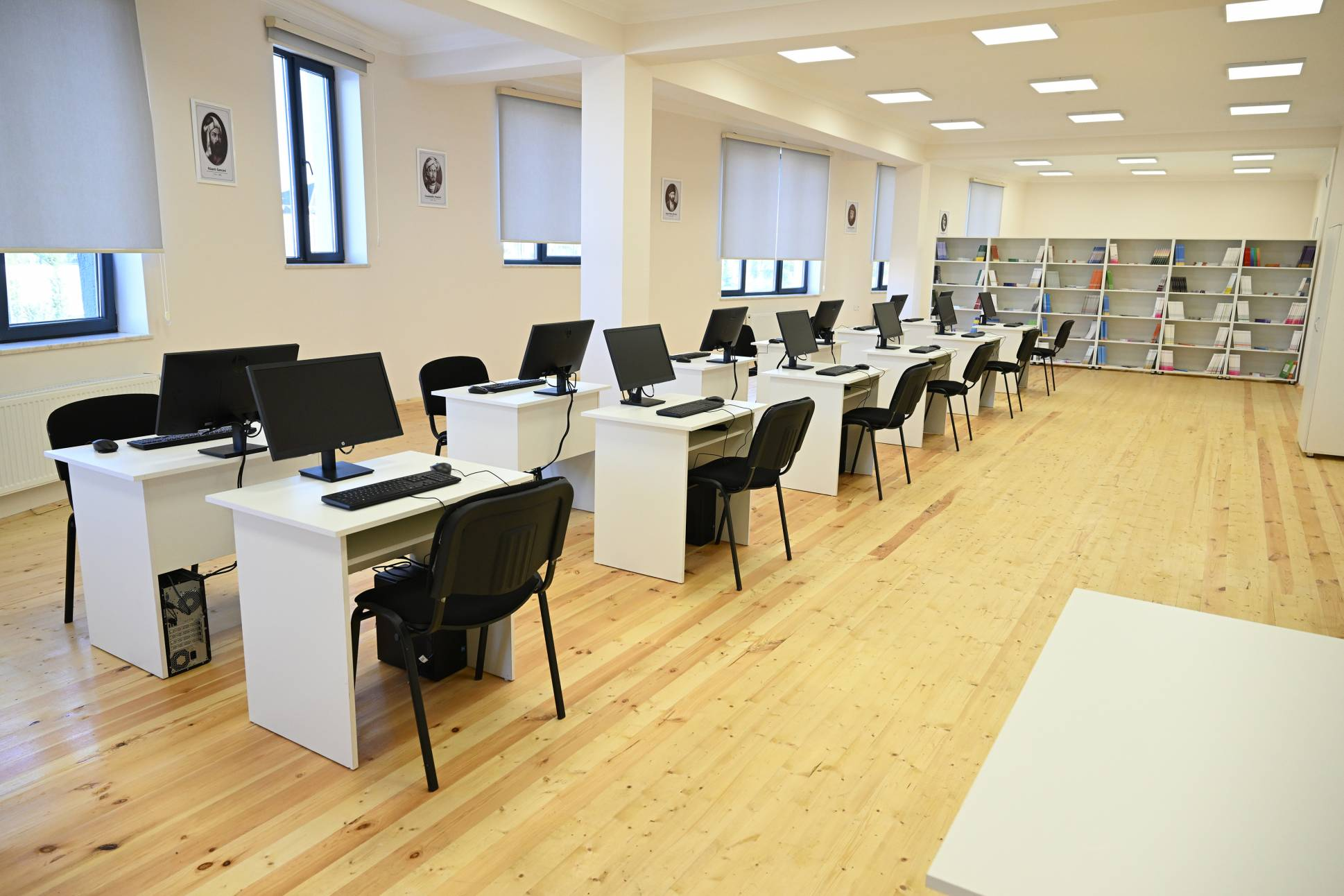
Школа в селе Кенгерли, май 2025 года
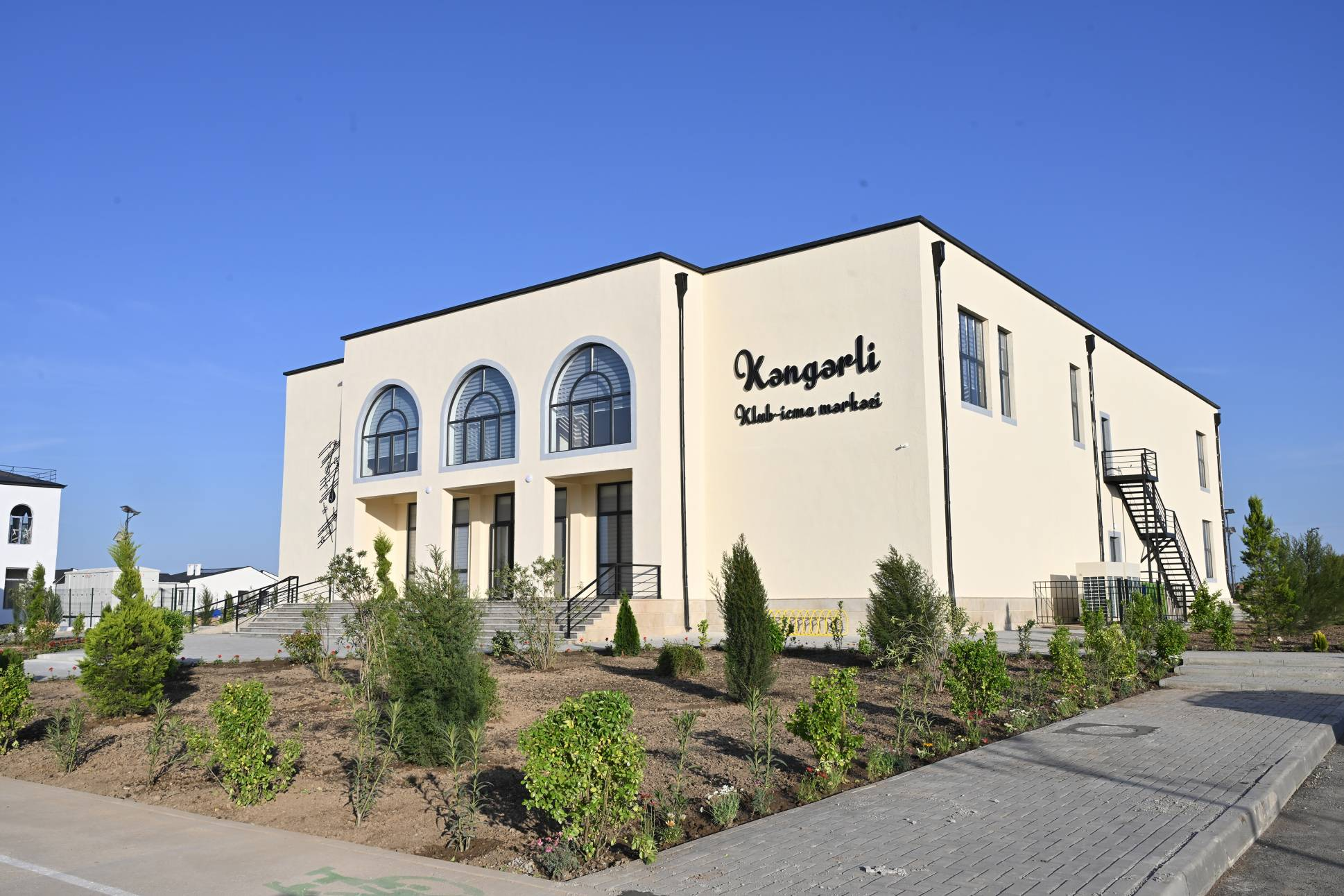
Клубно-общинный центр в селе Кенгерли, май 2025 года
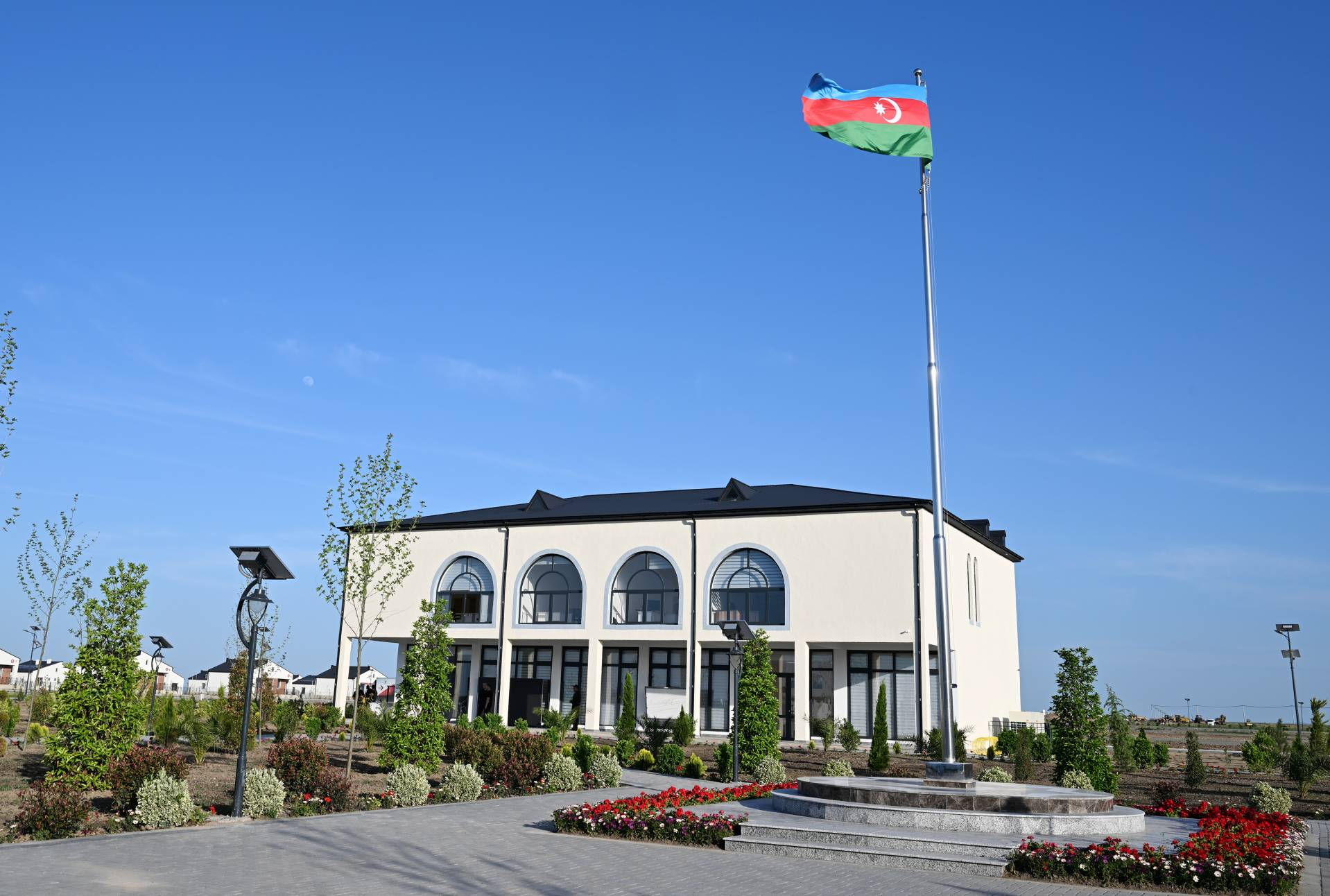
Здание исполнительной власти на май 2025 года